# Isla Hwanggumpyong
La Isla Hwanggumpyong (en coreano: 황금평) es una isla fluvial en el río Yalu, situada cerca a la frontera entre Corea del Norte y China. En la actualidad pertenece a Corea del Norte, debido a que la población estaba formada por coreanos étnicos al momento de firmarse el tratado fronterizo de 1962. La isla colinda con la parte china del río.
En junio de 2011, se firmó un acuerdo con China para establecer un área común de libre comercio entre las islas de Hwanggumpyong y Wihwa, en la zona de frontera entre China y cerca de Dandong.